# Blue Murder (Britse rockband)
Blue Murder was een Britse hardrockband, opgericht in 1989 door John Sykes, de voormalige gitarist van Tygers of Pan Tang, Whitesnake en Thin Lizzy.

## Bezetting
Oprichters
- Ray Gillen (zang, 1989, † 1993)
- John Sykes (gitaar, zang, 1989, † 2025)
- Tony Franklin (basgitaar, tot 1993)
- Cozy Powell (drums, 1989, † 1998)

Laatste bezetting
- John Sykes (gitaar, zang)
- Marco Mendoza (zang, basgitaar, 1993–1994)
- Tommy O'Steen (drums, 1993–1994)

Voormalige leden
- Carmine Appice (drums, 1989–1993)
- Nik Green (keyboards, 1989, † 2016)

## Geschiedenis
Sykes richtte de band Blue Murder op nadat hij de bekende hardrockband Whitesnake verliet, die zijn grootste succes vierde met de publicatie van hun album in 1987. Zijn nieuwe band zou deze kant op moeten gaan: door blues beïnvloede hardrock. Cozy Powell (drums) en Ray Gillen (zang), beide voormalige leden van Black Sabbath, waren ook betrokken bij de beginfase, maar stapten uit na een paar demo-opnamen. Vervolgens nam Sykes de zang over en nam het titelloze debuutalbum op samen met Tony Franklin (bas, keyboards), die ook een van de oprichters was, Carmine Appice (drums, percussie) en toetsenist Nik Green. Green had eerder voornamelijk met Roy Harper gewerkt. Het gelijknamige studioalbum Blue Murder kon zich plaatsen in de Amerikaanse albumhitlijst (#69). Franklin en Appice waren ook vertegenwoordigd op het volgende album, maar werden aangevuld en uiteindelijk vervangen door Marco Mendoza (bas) en Tommy O'Steen (drums). Het album Nothin' But Trouble bevatte Itchycoo Park, een coverversie van The Small Faces. Met het overlijden van John Sykes op 20 januari 2025 valt het doek definitief voor Blue Murder.

## Discografie
- 1989: Blue Murder
- 1993: Nothin' But Trouble
- 1994: Screaming Blue Murder – Dedicated To Phil Lynott (live)
- 1994: Live in Japan

- Bibliothèque nationale de France: cb139584397 (data)
- Gemeinsame Normdatei: 10311387-3
- International Standard Name Identifier: 0000 0001 0944 0406
- Library of Congress Control Number: n91122667
- MusicBrainz: 80dceebd-2e4f-48ef-8520-e221fb1a6497
- Nationale Bibliotheek van Tsjechië: xx0199714
- Virtual International Authority File: 144184252